# Sealyhamterriër
De  Sealyhamterriër is een hondenras, een van de vele terriër rassen.
De Sealyhamterriër komt oorspronkelijk uit Wales en werd gefokt door Bassethounds, Bulterriërs, Foxterriërs, West Highland white terriërs, en Dandie Dinmont-terriërs met elkaar te kruisen.
De Sealyhamterriër heeft zijn naam te danken aan Sealyham, Haverfordwest, Wales, het landgoed van kapitein John Edwards, die een ras van honden fokte voor jacht op klein wild. Hij kruiste hiervoor verschillende rassen met elkaar, testte de nieuwe honden en schoot de honden die niet aan zijn verwachtingen voldeden dood.

## Temperament
De Sealyhamterriër is een intelligente hond, maar kan zich wel als een typische terriër gedragen.

## Geschiedenis
De eerste Sealyhamterriërs club werd opgericht in 1908, en het ras werd officieel erkend in 1910. De Sealyhamterriër werd erkend door de United Kennel Club in 1919. Sealyhamterriërs worden vandaag de dag teruggevonden in het Verenigd Koninkrijk en Zuid-Afrika.
De Sealyham was ooit een van de meer populaire terriërsoorten en een van de meest bekende rassen uit Wales. Vandaag de dag zijn de honden echter zeldzaam volgens de (Britse) Kennel Club. De Corgi is nu het bekendste hondenras uit Wales.

## Beroemde Sealyhamterriërs
- Jennie, huisdier van Maurice Sendak in diens boek Higglety Pigglety Pop.
- Aan het begin van de Alfred Hitchcock film The Birds, wandelt Hitchcock (in zijn cameo optreden) met twee Sealyhamterriërs - Geoffrey en Stanley. Hitchock bezat ook een derde Sealyham genaamd Mr. Jenkins.